# Traduzioni della Divina Commedia

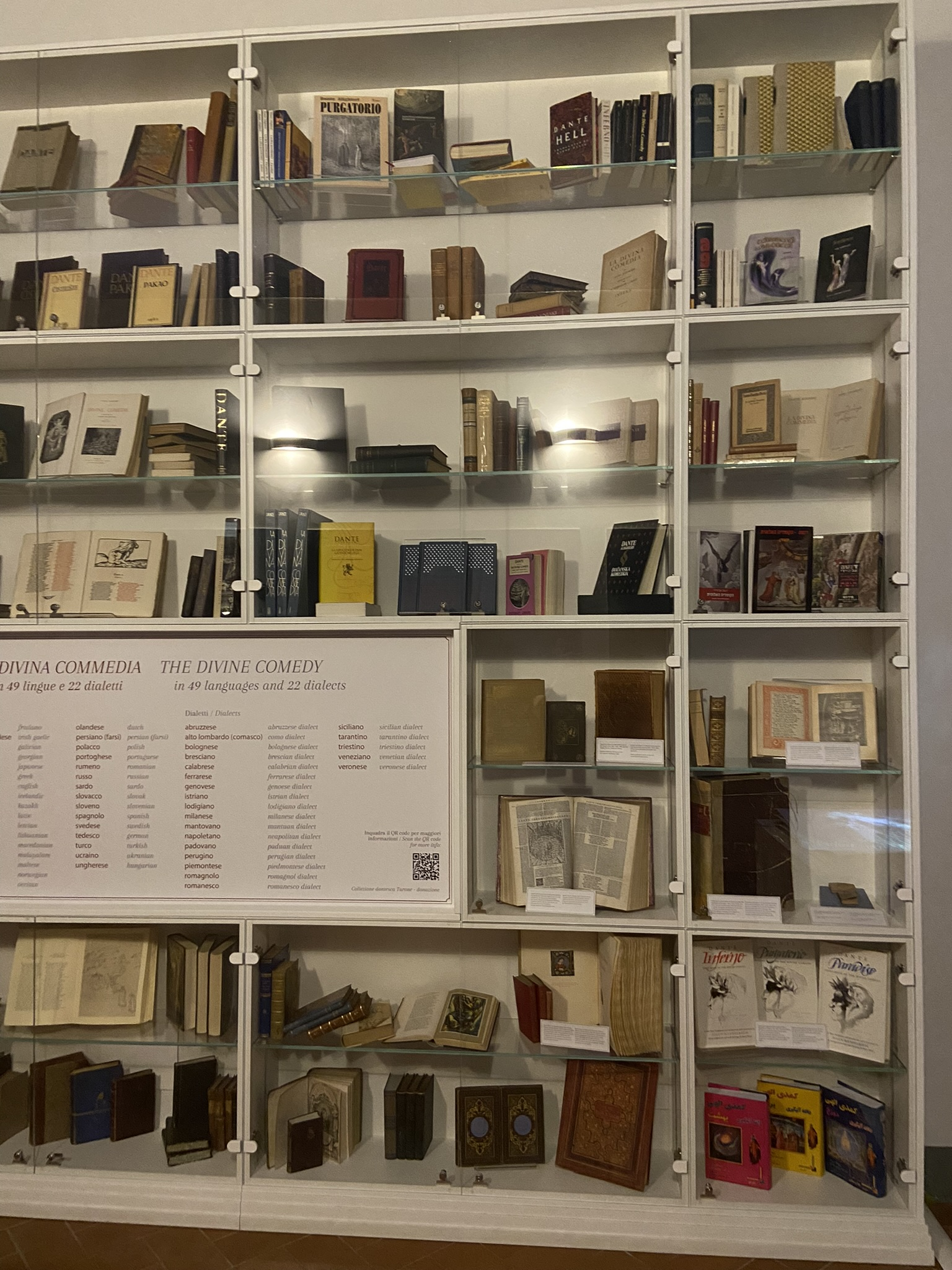
Nella sala n. 9 al 2° piano del Museo Casa di Dante a Firenze sono esposte 284 edizioni della Divina Commedia in 49 lingue e 22 dialetti, donate nel 2020 dall'ex giudice istruttore Giuliano Turone (Dante poliglotta).

A partire dal XV secolo, la Divina Commedia, il poema allegorico-didascalico scritto da Dante Alighieri tra il 1304/7 e il 1321, è stato tradotto in un gran numero di lingue viventi e in alcune lingue morte. Dato che non tutti i traduttori che si sono cimentati nella traduzione del poema lo hanno fatto integralmente, preferendo tradurne una sola cantica (solitamente dell'Inferno), il conteggio del numero di lingue in cui la Divina Commedia è stata resa è esso stesso materia di discussione, con conteggi che variano dagli oltre quaranta idiomi a circa una sessantina. Stando alla rassegna "Dante nel mondo", realizzato dal comune di Ravenna nel 2016, si contano 58 traduzioni integrali della Commedia in lingue europee, asiatiche, africane e sudamericane.

## Storia delle traduzioni

### Dal XV secolo al XVII
La Commedia cominciò ad essere commentata già l'anno successivo alla morte del suo autore (nel 1322, infatti, Jacopo Alighieri, figlio del poeta, scrisse le Chiose all'Inferno di Dante), ma bisognerà aspettare quasi un secolo per la prima traduzione. Tra il 1º febbraio 1416 e il 16 febbraio 1417 il francescano Giovanni Bertoldi da Serravalle, vescovo di Fermo, tradusse in latino e commentò in una serie di letture pubbliche le tre cantiche del poema su richiesta dei padri conciliari del Concilio di Costanza o, secondo alcuni, del futuro imperatore Sigismondo di Lussemburgo. La traduzione di Bertoldi non fu data alle stampe prima del 1891. La prima traduzione in una lingua vernacolare fu quella realizzata in prosa da Enrique de Villena che, nel 1428, tradusse la Commedia in castigliano. L'anno seguente Andreu Febrer realizzò una traduzione del poema in catalano, questa volta in versi.
Il sedicesimo e il diciassettesimo secolo videro meno progressi dal punto di vista delle traduzioni dell'opera di Dante, in seguito all'affermarsi della visione rinascimentale che considerava il Medioevo come un periodo oscuro caratterizzato da ignoranza e barbarie. Al modello dantesco si preferì il monostilismo e monolinguismo caratteristico dell'opera di Francesco Petrarca, come dimostra il dilagare del petrarchismo (sia a livello poetico che linguistico, secondo le teorie di Bembo) in tutta Europa. Questi sentimenti furono ulteriormente esacerbati nel secolo successivo, quando l'età dei lumi mostrò, seppur con notevoli eccezioni, ancora meno apprezzamento per il Medioevo e il suo spirito profondamente cristiano. Non furono tuttavia assenti le traduzioni della Commedia, tra cui l'esordio in lingua francese delle tre cantiche dantesche nella traduzione di Balthasar Grangier pubblicata nel 1597. La traduzione di Grangier è stata successivamente critica per la sua scarsa comprensione del significato dell'opera, ma ebbe tuttavia il merito di rimanere l'unica edizione completa della Commedia in francese per quasi due secoli.

### Dal XVIII al XIX secolo
In Inghilterra Dante fu introdotto relativamente presto, già nella seconda metà del XIV secolo, grazie al suo grande estimatore Geoffrey Chaucer. Gli scritti di Chaucer rivelano una profonda conoscenza dell'opera dantesca, sia poetica che saggistica, arrivando a tradurre direttamente circa un centinaio di versi sparsi presi dalle tre cantiche. In particolare, a Chaucer si deve l'introduzione nell'immaginario anglosassone della storia del Conte Ugolino, che lo scrittore riporta integralmente nel racconto del monaco de I racconti di Canterbury (1388); la tragica storia di Ugolino della Gherardesca sarebbe diventato uno dei passi della Commedia più popolari nella letteratura inglese, visto che il trentatreesimo canto dell'Inferno è il canto che conta più traduzioni. Nonostante il successo iniziale, l'Inghilterra non vide una traduzione della Commedia fino al XIX secolo. Se nel XVI secolo l'apprezzamento per Dante era scemato in tutta Europa, in Inghilterra la situazione era esacerbata dai forti sentimenti anticattolici affermatisi dopo la nascita nella Chiesa anglicana e più volte rafforzati durante il XVII secolo prima dalla congiura delle polveri e poi dal cosiddetto complotto papista. In questo clima fortemente anticattolico, tutto ciò che proveniva dall'Italia veniva visto con sospetto e la matrice teologica dell'opera di Dante era inconciliabile con i gusti dell'epoca. Nel 1782 Charles Rogers pubblicò una prima traduzione inglese dell'Inferno, in blank verse, mentre la prima traduzione integrale dell'opera fu realizzata da Henry Boyd e pubblicata tra il 1785 e il 1802. Nonostante il "ritardo" della prima traduzione dell'opera di Dante in Inghilterra, a partire dal 1802 l'inglese è la lingua che vanta il maggior numero di traduzioni della Commedia.
Antoine Rivaroli, di origini piemontesi, fu una delle rare eccezioni europee all'antipatia illuminista per l'opera dantesca e nel 1783 realizzò una traduzione in francese dell'Inferno. Sei anni prima, nel 1776, Moutonnet de Clairfons aveva già pubblicato a Firenze una traduzione francese, ma anche la sua era solo della prima cantica. Una nuova traduzione integrale in francese fu realizzata nel 1812 ad opera di Alexis-François Artaud de Montor, a cui seguì la resa francese di Pier Angelo Fiorentino (1840) e l'apprezzatissima traduzione di Félicité de Lamennais, pubblicata in tre volumi nel 1855. Contemporaneamente, l'opera di Dante cominciò a diffondersi anche in Germania grazie alla prima traduzione di Lebrecht Bachenschwanz che, tra il 1767 e il 1769, tradusse e pubblicò le tre cantiche in prosa. La prima traduzione in versi è di Karl Ludwig Kannegiesser, che pubblicò la Commedia in tedesco tra il 1809 e il 1821. Alla traduzione di Kannegiesser seguì quella di Adolf Friedrich Karl Streckfuss, pubblicata tra il 1824 e il 1826. Un'altra nota traduzione in tedesco è quella realizzata e commentata dal pastore protestante Giovanni Andrea Scartazzini in Svizzera tra il 1874 e il 1890. Nel cent'anni successivi alla traduzione di Kannegiesser, circa novanta traduzioni tedesche della Commedia furono pubblicate.
Dopo aver pubblicato alcuni frammenti dell'Inferno nel 1843, Dmitrij Min pubblicò la prima traduzione in russo dell'interna cantica nel 1855, mentre il suo Purgatorio e il suo Paradiso furono pubblicati postumi nel 1907. Nel 1848 fu data alle stampe a Lipsia una nuova traduzione in latino realizzata in esametri dall'abate Gaetano Dalla Piazza, scomparso quattro anni prima. Nel 1865 fu pubblicata la prima traduzione danese dell'opera, realizzata in terza rima da Christian Knud Frederik Molbech e che ebbe tra i suoi grandi estimatori anche Hans Christian Andersen. Gli anni 1860 furono inaugurati dalla prima traduzione polacca, ad opera di Julian Korsak e pubblicata postuma, mentre nel corso del decennio Saul Formiggini di Trieste realizzò la prima traduzione in ebraico della Divina Commedia, di cui solo 'Inferno fu pubblicato (1869). Anche se alcuni canti erano già stati pubblicati in traduzione nel 1806 e nel 1850, la prima versione integrale in ungherese fu pubblicata in tre volumi da Károly Szász tra il 1885 e il 1899.
La seconda metà del XIX secolo vide la fine del monopolio europeo della traduzioni della Commedia. Già nel 1791 l'episodio del conte Ugolino era apparso per la prima volta in inglese negli Stati Uniti, tradotto da William Dunlap, e questo primo incontro tra gli USA e l'opera di Dante fu rafforzato con le traduzioni di Henry Wadsworth Longfellow del secondo, ventottesimo e trentunesimo canto del Purgatorio realizzate nel 1839. Fu lo stesso Wadsworth Longfellow che nel 1867 pubblicò la prima traduzione integrale della Divina Commedia negli Stati Uniti, da lui tradotta grazie anche all'aiuto del neofondato Circolo Dante.
Anche l'America meridionale cominciò a contribuire alle traduzioni dell'opera di Dante. Tra il 1862 e il 1868 il presidente argentino Bartolomé Mitre realizzò una nuova traduzione spagnola dell'opera, pubblicata solo nel 1922, mentre nel 1888 ben due traduzioni in portoghese furono realizzate dai letterati brasiliani Francisco Bonifácio de Abreu e José Pedro Xavier Pinheiro.

### Il XX secolo e il XXI secolo
Il ventesimo secolo ha visto una grande diffusione del capolavoro dantesco al di là delle lingue europee, con una prolificazione di traduzioni in lingue asiatiche e mediorientali.
Il successo della Divina Commedia in Armenia è legato ai monaci mechitaristi, che introdussero il poema già nella seconda metà del diciottesimo secolo. Nel 1902 fu proprio un padre mechitarista, Arsenio Ghazikian, a realizzare la prima traduzione in armeno delle tre cantiche, pubblicate rispettivamente nel 1902, nel 1905 e nel 1924.
Nel 1914 Heizaburō Yamakawa pubblicò la prima traduzione giapponese dell'opera, ma il traduttore si basò sulla versione in inglese di Longfellow e non sul testo di Dante; una traduzione dall'italiano fu invece effettuata cinque anni dopo da Masaki Nakayama, che però abbandonò i versi per la prosa. La resa in giapponese di Yamakawa fu il testo di riferimento di Quian Daosun, che nel 1921 pubblicò i primi tre canti dell'Inferno in cinese. La prima traduzione integrale della Commedia in mandarino fu realizzata da Fu Donghua nel 1939, ma anche questa versione, come quella di Daosun, non andava a tradurre direttamente il testo dantesco, bensì traduzioni in altre lingue (nel caso di Donghua, rese in inglese e francese pubblicate nel secolo precedente). Nel 1997 Tian Dewang pubblicò la prima traduzione cinese e in prosa della Commedia basata interamente sul testo nella sua lingua originale, portando così a termine l'impresa che aveva cominciato nel 1982. Il 1923 vide la prima traduzione in olandese, realizzata da Albert Verwey, mentre due anni più tardi George Coșbuc firmò la prima versione in lingua rumena. Nel 1932 il lituano Shmuel Kokhav-Shtern realizzò una traduzione in yiddish dell'Inferno. Nello stesso anno il Premio Nobel Nikos Kazantzakis tradusse le tre cantiche in greco moderno.
Nel 1955 Hasan Othman divenne il primo traduttore della Commedia in arabo, anche se rimosse interamente le terzine del canto ventottesimo dell'Inferno dedicato al supplizio di Maometto e ʿAlī ibn Abī Ṭālib. Nel 2002 la seconda traduzione in arabo, realizzata da Kazem Jihad, manterrà i versi eliminati da Othman, ma sostituirà il nome del Profeta con dei punti di sospensione e chiamerà Ali semplicemente "suo cugino" senza specificarne il nome. Nel 1957 il poema fu tradotto integralmente in farsi da Shojaeddin Shafa, ma con risultati poco apprezzati dalla critica.
Nel 1956 il popolo ucraino poté leggere per la prima volta Dante nella sua lingua natia, anche se la traduzione di Petro Karmanskyj si limitava al solo Inferno e il pubblico dovette attendere il 1976 per l'edizione integrale curata da Evgen Drobyazko. Nel 1959, I Sang-Ro pubblicò la prima delle cinque traduzioni esistenti della Commedia in lingua coreana. Gli anni 60 e 70 hanno visto invece le prime traduzioni in esperanto (Giovanni Peterlongo, 1963), gaelico irlandese (Pádraig de Brún, 1963), norvegese (Henryk Rytter e Sigmund Skard, 1965), occitano (Jean Roche, 1967), macedone (Georgi Stalev, 1967), islandese (Erlingur Halldórsson, 1968) e kazako (Mukagali Makatajev, 1971). Nel 1998 Rekin Teksoy fu il primo a tradurre la Commedia in turco.
Nel 2001 Kilimanoor Ramakantan ha realizzato la prima traduzione della Divina Commedia in una delle lingue parlate in India, il malayalam, mentre nel 2006 Nguyễn Văn Hoàn ha prodotto la prima traduzione dell'opera in lingua vietnamita. Nel 2011 è invece la volta di una traduzione in bengalese, realizzata da Shyamalkumar Gangopadhyay.

### I diversi dialetti italiani
Oltre alle traduzioni in lingue classiche, europee ed extra-europee, la Divina Commedia vanta anche un discreto numero di traduzioni in diversi dialetti italiani, realizzate tra il XVII e il XX secolo. Dopo una prima traduzione in siciliano realizzata da Paolo Principato dell'Ordine di San Francesco di Paolo nel seicento, le traduzioni dialettali di Dante subirono lo stesso calo di interesse delle loro corrispondenti europee. La fortuna dialettale della Commedia cominciò a formarsi agli inizi del XIX secolo quando Carlo Porta tradusse in milanese cinque canti dell'Inferno, scritti tra il 1803 e il 1805 e pubblicati nel 1817. I successi maggiori di queste traduzioni si ebbero in Calabria, dove Vincenzo Gallo traspose alcuni canti della prima cantica e l'intero Paradiso tra il 1844 e il 1846. Nel corso del secolo queste traduzioni acquisirono non solo finalità divulgative ma anche patriottiche: Francesco Candiani, per esempio, dedicò la sua traduzione meneghina dell'Inferno a Garibaldi e devolse i profitti dell'opera all'acquisto di un milione di fucili per i garibaldini. Altre traduzioni dell'Inferno del periodo risorgimentale sono quelle di Francesco De Lorenzo in napoletano, Giacomo Rotondi in milanese ed Antonio Gaspari in veronese.
Nel 1874 Francesco Limarzi pubblicò una nuova traduzione integrale del Paradiso in calabrese, seguita l'anno successivo da una traduzione completa della Commedia in dialetto veneziano ad opera di Giuseppe Cappelli. L'opera di Cappelli ottenne grandi apprezzamenti e le lodi del filologo Pietro Fanfani. Di minor successo fu invece la prima traduzione integrale dell'Inferno in napoletano, pubblicata da Domenico Jaccarino nel 1872. Salvatore Scervini firma la prima traduzione integrale del poema in calabrese, scritta tra il 1889 e il 1892. Tra il 1899 e il 1900 Nino Martoglio pubblica a puntate su Il D'Artagnan una traduzione siciliana dei primi ventun canti dell'Inferno, fortemente rimaneggiati in chiave parodica per rispecchiare la sua realtà quotidiana. Nel ventennio fascista furono date alle stampe nuove traduzioni in romanesco, genovese, veneziano e bolognese, l'ultima ad opera di Fra Giovanni Ricci che vede nel "veltro" una prefigurazione di Mussolini. Numerose altre traduzioni parziali e integrali sono state realizzate nel secondo novecento, tra cui l'Inferno in dialetto abruzzese di Angelo Umberto Scarano (1961), in istriano di Bruno Crevato-Selvaggi (1974), in padovano di Emanuele Munari (1975) e l'edizioni complete in barese (Gaetano Savelli, 1971-1973), in torinese (Luigi Riccardo Piovano, 1975), in comasco (Paolo Elia Sala, 1983). Tra il 2010 e il 2018 è stata pubblicata la versione integrale in dialetto feltrino-bellunese di Paolo Paoli, che ha mantenuto anche le terzine incatenate e gli endecasillabi. Nel 2021 viene pubblicata un'edizione completa in triestino di Nereo Zeper.

## Traduzioni integrali

### In epoca moderna (XVII-XIX secolo)
In inglese
- The Divina Commedia, consisting of the Inferno, Purgatorio and Paradiso, translated into English verse, with preliminary essays, notes, and illustrations, by the rev. Henry Boyd, 3 voll., London, Cadell, Davies, 1802.
- The Vision, or Hell, Purgatory and Paradise, translated by the rev. H. F. Cary, London, printed for Taylor and Hessey, 1814.
- Ichabod Charles Wright (1833-1840)
- John Dayman (1843-1865)
- Thomas William Parsons (1843-1893)
- Patrick Bannerman (1850)
- Charles Bagot Cayley (1851-1854)
- E. O'Donnell (1852)
- William Frederick (1854)
- John Wesley Thomas (1859-1866)
- Claudia Hamilton Ramsay (1862-1863)
- James Ford (1865-1870)
- The Divine Comedy, translated by Henry Wadsworth Longfellow, 3 voll., Boston, Ticknor and Fields, 1867.
- David Johnston (1867-1868)
- Arthur John Butler (1880-1892)
- James Innes Minchin (1885)
- Edward Haynes Pumptre (1886-1887)
- Frederick Kneller Haselfoot Haselfoot (1887)
- John Augustine Wilstach (1888)
- William Warren Vernon (1889-1900)
- Charles Eliot Norton (1891-1892)

In tedesco
- Lebrecht Bachenschwanz (1767-1769)
- Adolf Friedrich Karl Streckfuss (1824-1826)
- Johann Benno Hörwarter e Karl von Enk (1830-1831)
- Die Göttliche Komödie, übersezt und erklärt von Karl Ludwig Kannegiesser, 3 voll., Leipzig, F. A. Brockhaus, 1832.
- Johann Friedrich Heigelin (1836-1837)
- Karl Gustav von Berneck (1840)
- August Kopisch (1837-1842)
- Giovanni di Sassonia (1828-1849)
- Ludwig Gottfried Blanc (1864)
- Karl Eitner (1865)
- Josefine von Hoffinger (1865)
- Karl Witte (1865)
- Wilhelm Krigar (1870-1871)
- Friedrich Notter (1871-1872)
- Karl Bartsch (1877)
- Julius Francke (1883-1885)
- Otto Gildemeister (1888)
- Sophie Hasenclever (1889)
- Carl Bertrand (1887-1894)
- Alfred Bassermann (1892-1921)

In francese
- Balthazar Grangier (1596-1597)
- Paul Edouard Colbert Duc d'Estouteville (1796)
- Alexis-François Artaud de Montor (1811-1813)
- Jean-Antoine de Mongis (1838-1846)
- La Divine Comédie, Traduction nouvelle, accompagnée de notes, par Pier Angelo Fiorentino, Paris, Librairie de Charles Gosselin, 1840.
- Auguste Brizeux (1841)
- Eugène Aroux (1842)
- Sébastien Rhéal (1843-1846)
- Louis Ratisbonne (1852-1860)
- Victor de Saint-Mauris (1853)
- Jacques-André Mesnard (1854-1857)
- La Divine Comédie, precedée d'une introduction sur la vie, les doctrines et les oeuvres du Dante, par F. Lamennais, 3 voll., Paris, Paulin et le Chevalier, 1855.
- Francisque Reynard (1877)
- Henri Dauphin (1886)

In spagnolo
- La Divina Comedia, Traducción en verso ajustada al original con nuevos comentarios por Bartolomé Mitre, Buenos Aires, Jacobo Peuser, 1894.

In latino
- Gaetano Dalla Piazza (Valdagno 1768 – Schio 1844)

### Nel XX e XXI secolo
In inglese
- Edward Clarke Lowe (terza rima; 1902)
- Edward Wiberforce (terza rima; 1903-1909)
- Samuel Walker Griffith (terza rima; 1903-1911)
- Henry Fanshawe Tozer (prosa; 1904)
- Charles Edwin Wheeler (terza rima; 1911)
- Edith Mary Shaw (blank verse; 1914)
- Henry Johnson (terza rima; 1915)
- Courtney Langdon (terza rima; 1918-1921)
- Melville Best Anderson (terza rima; 1921)
- David James Mackenzie (terza rima; 1927)
- Albert Bandini (terza rima; 1928-1931)
- Jefferson Butler Flertcher (terza rima; 1931)
- Geoffrey Langdale Bickersteth (terza rima; 1932-1935)
- Laurence Binyon (terza rima; 1933-1943)
- Louis How (terza rima; 1934-1940)
- Ralph Thomas Bodey (blank verse; 1938)
- John Dickson Sinclair (prosa; 1939-1946)
- Lawrence Grant White (blank verse; 1948)
- Thomas Goddard Bergin (blank verse, 1948-1954)
- Harry Morgan Ayres (prosa; 1949-1953)
- Dorothy L. Sayers (terza rima; 1949-1962)
- Howard Russell Huse (prosa; 1954)
- John Ciardi (terza rima; 1954-1970)
- Glen Levin Swiggett (terza rima; 1956)
- Mary Prentice Lillie (terza rima; 1958)
- Clara Stillman Reed (prosa; 1962)
- William F. Ennis (terza rima in dodecasillabi, 1965)
- Mark Musa (blank verse; 1967-2002)
- Charles S. Singleton (prosa, 1970-1991)
- Allen Mandelbaum (blank verse, 1980-1984)
- C. H. Sisson (1981)
- Peter Dale (terza rima; 1996)
- Robert M. Durling (porsa, 1996-2007)
- Robert Hollander e Jean Hollander (blank verse; 2000-2007)
- Anthony M. Esolen (blank verse; 2002-2004)
- Robin Kirkpatrick (2009-2017)
- Burton Raffel (2010)
- Clive James (quartine; 2013)

In tedesco
- Bartholomäus von Carneri (blank verse; 1901)
- Paul Pochhammer (stanze tedesche; 1901)
- Josef Kohler (libera traduzione; 1901-1903)
- Richard Zoozmann (terza rima; 1907)
- Lorenz Zuckermandel (terza rima; 1914-1925)
- Axel Lübbe (terza rima; 1920)
- Konrad Falke (blank verse; 1921)
- Hans Geisow (terza rima; 1921)
- Siegfried von der Trenck (libera traduzione; 1921)
- Konrad zu Putlitz, Emmi Schweitzer (terza rima; 1922-1928)
- Hertha Federmann (Paradiso; terza rima; 1928)
- Rudolf Borchardt (terza rima; 1923-1930)
- August Vezin (terza rima; 1926)
- Georg van Poppel (terza rima; 1928)
- Reinhold Schoener (blank verse; 1929)
- Rudolf Borchardt (alto tedesco del 1300; terza rima; 1930)
- Friedrich Freiherr von Falkenhausen (terza rima; 1937)
- Karl Vossler (blank verse; 1942)
- Hermann Gmelin (blank verse; 1949-1951)
- Hermann A. Prietze (blank verse; 1952)
- Wilhelm G. Hertz (terza rima, 1955)
- Karl Willeke (basso sassone; terza rima; 1955)
- Richard Eberwein (blank verse; 1960) [dattiloscritto]
- Benno Geiger (terza rima; 1960-1961)
- Ida und Walther von Wartburg (blank verse; 1963)
- Christa Renate Köhler (terza rima; 1966)
- Blasius Marsoner (coppie rimate di giambi a 4 piedi, 1968 [dattiloscritto] [pubbl. priv. 2023])
- Hans Werner Sokop (terza rima; 1983 [trad. aggiornata 2014])
- Salo Weindling (trad. non pubblicata; 1984)
- Nora Urban (blank verse, 1986)
- Georg Hees (prosa, 1995)
- Hans Schäfer (terza rima, 1997)
- Georg Peter Landmann (prosa, 1997)
- Walter Naumann (prosa, 2003)
- Thomas Vormbaum (terza rima, 2003-2005)
- Hartmut Köhler (prosa, 2010-2012)
- Kurt Flasch (prosa, 2011)
- Alfred Anderau (versetti, 2015)
- Bernhard Christ (prosa, 2021)
- Dominik Meli (dialetto bernese) (2021)
- Rudolf Georg Adam (prosa ritmica, 2024)

- Amédée de Margerie (1900)
- Adolphe Méliot (1908)
- Joachim Joseph Berthier (1921)
- Louise Espinasse-Mongenet (1912, 1932, 1965)
- André Pératé (1923)
- René-Albert Gutmann (1924, L'Enfer, avec une double préface de Gabriele d’Annunzio)
- Martin Saint-René (1935-1939)
- Henri Longnon (1938)
- André Doderet (1938)
- Alexandre Masseron (1947–1949)
- Pierre Ronzy (1960-1962)
- Alexandre Cioranescu (1964-1968)
- André Pézard (1965)
- Jacqueline Risset (1985–1990)
- Lucienne Portier (1987)
- Kolja Micevic (1988)
- François Mégroz (1992-1997)
- Marc Scialom (1996)
- Jean-Charles Vegliante (1996-2007 e 2012)
- Didier Marc Garin (2003)
- Alain Delorme (2011)
- Claude Dandréa (2013)
- Danièle Robert (terza rima; 2016-2020)
- René de Ceccatty (terza rima; 2017)
- Michel Orcel (2018-2021)
- Christophe Ulrich (prosa; 2018 [eBook]
- Marc Mentré (2012-2021; trad. online)

In spagnolo
- La Divina Comedia, Traducción, prólogos y notas de Angel J. Battistessa, 2 voll., Buenos Aires, Carlos Lohlé, 1972.
- Comedia, Texto original y traducción, prólogo y notas por Ángel Crespo, Barcelona, Seix Barral, 1973.
- Nicolás González Ruiz (terza rima, 1973)
- La Divina Comedia, Prologo de Angel Chiclana Cardona, Madrid, Espasa-Calpe. 1979.
- José María Micó (terza rima, 2018)

In portoghese
- Francisco Bonifácio de Abreu (terza rima, 1922)
- José Pedro Xavier Pinheiro (terza rima, 1922)

In maltese
- Alfred Palma, Dante Alighieri, Id-Divina Commedia, Traduzzjoni u Kummenti, it-tliet Kantiċi Infern, Purgatorju u Ġenna, L-Ewwel Edizzjoni, Palprint Press, 1991.

In latino
- Antonio Bonelli, Dantis Alagherii Comoedia (2017 [eBook])

In piemontese
- Luigi Riccardo Piovano (terza rima, 1975)

In genovese
- A Divina Comédia, tradûta in léngua zeneyze cu 'i segni da pronúnçia da Angelico Federico Gazzo, Zena, Stampaya da zuventù, 1909.